# Barbat de Bénévent
Saint Barbat de Bénévent est né dans une famille chrétienne modeste de Bénévent au début du VIIe siècle. Il est mort évêque de Bénévent le 19 février 682 à 70 ans environ. Considéré comme saint, il est fêté le 19 février. On le représente avec un bâton de pasteur parce qu'il a exercé cette mission.

## Éducation et talents
Il est né vers 610 sans doute dans les environs de Castelvenere ou de Cerreto Sannita et mort le 19 février 682 à Bénévent.
Élevé à Bénévent, alors chef-lieu d'un duché lombard, dans l'étude de l'Écriture sainte et dans l'amour de la vertu, il révéla très tôt un rare talent pour la prédication et son évêque le chargea de prêcher en particulier dans les assemblées rétives et peu enclines à obéir aux commandements divins. 
C'est ainsi qu'il devint curé de la paroisse Saint-Basile de Morcone, dans les environs de la cité épiscopale, où il ne rencontra qu'hostilité et insoumission. Cet échec n'entama pourtant en rien sa patience, ni sa détermination. Il revint cependant à Bénévent où un groupe de fidèles lui était désormais attaché à cause de ses qualités d'âme et de sa grande culture spirituelle,.

## Évêque de Bénévent
Il fut élu pour succéder à l'évêque Ildebrand de Bénévent et fut sacré le 10 mars 663 sous le règne du duc arien Romuald Ier de Bénévent.
Il lutte activement contre le paganisme des Lombards (avant même qu'il devienne évêque), notamment contre le culte de l'arbre et de la vipère, cultes ayant même séduit un certain nombre de chrétiens,,. 
En 662, Bénévent est assiégé par les Byzantins de l'empereur Constant II, Barbat promet la victoire lombarde et la levée du siège si Romuald et les Lombards acceptent la religion chrétienne, telle que professée par le pape, successeur de Pierre : Romuald et ses troupes reviennent dans le giron de l'Église catholique romaine, les Byzantins lèvent le siège, le duc de Bénévent est victorieux. Durant le siège de la ville, l'évêque s'investit personnellement pour assister les blessées et les pauvres souffrant de la faim,,.
À partir de cet épisode, mêlant probablement mythes et réalités, l'évangélisation du duché lombard va s'accélérer. 
Barbat assista à deux conciles importants : en mars 680 au synode de Rome réuni par le pape Agathon puis en 681 au sixième concile œcuménique aussi dénommé troisième concile de Constantinople,.
Il meurt à Bénévent le 19 février 682.

## Notoriété et Culte
Considéré comme saint, ses reliques sont translatée une première fois en 1124. En 1687 elles sont placées sous le maître-autel de la cathédrale. Elles y sont toujours présentes. Mais certaines d'entre-elles sont également présentes dans l'église paroissiale de San Nicola à Castelvenere et dans le sanctuaire de Montevergine.
Sa mémoire liturgique est fixée le 19 février. Il est le saint patron de Castelvenere.